# HMS Kenya (14)
Le HMS Kenya (pennant number 14) est un croiseur léger de la classe Crown Colony ayant servi dans la Royal Navy lors de la Seconde Guerre mondiale.

## Carrière

### Seconde Guerre mondiale
Le HMS Kenya est lancé le 18 août 1939 aux chantiers navals Alexander Stephen and Sons de Glasgow en Écosse. Il entre en service le 27 septembre 1940. Il prend part au combat contre le Bismarck en mai 1941, alors qu'il est basé à Scapa Flow dans la Home Fleet. Le 3 juin 1941, le HMS Kenya et le HMS Aurora surprennent et coulent le pétrolier Belchen ravitaillant le sous-marin allemand U-93 dans le détroit de Davis.
En septembre et octobre 1941, la Royal Navy l'affecte à un plan intitulé opération Stonewall. Il vise à intercepter les U-Boote escortant les forceurs de blocus dans l'Atlantique à travers le golfe de Gascogne.
Après avoir escorte un convoi pour Malte entre le 24 septembre et le 1er octobre, le Kenya et HMS Sheffield interceptent le forceur de blocus Rio Grande, à destination du Japon et escorté par le U-204. Le Rio Grande s'échappe, mais un autre forceur de blocus, le Kota Pinang est coulé le 3 octobre à l'ouest du cap Finisterre.
Il participe aussi aux forces visant à escorter les convois arctiques. En novembre 1941, il escorte le convoi PQ 3. En décembre 1941, il escorte le convoi QP 3. En mars 1942, il opère pour le convoi PQ 12.

### Après-guerre
Le Kenya rejoint la station America and West Indies avec le 8e escadron de croiseurs en octobre 1946, mais en décembre de l'année suivante, il retourne au Royaume-Uni et est placé dans la réserve. En 1945-1946, le croiseur a bénéficié d’une modernisation complète à Chatham avec de nouveaux canons anti-aériens légers de 40 mm, deux canons standardisés, un radar d'alerte aérienne de surface et à longue portée et un système de contrôle de tir pour l'armement anti-aérien. Il a été réactivé pour remplacer le croiseur HMS London (69) à la Far East Station (station d'Extrême-Orient), en 1949, après un autre grand réaménagement.

### Guerre de Corée
Le Kenya a participé aux opérations navales de la guerre de Corée. En mars 1955, il a bombardé l'île de Choda en vue d'y débarquer 200 soldats coréens. Malheureusement, les troupes ne se sont jamais présentées.
Après de nouvelles patrouilles au large d'Inchon, son action suivante a eu lieu le 11 avril, lorsqu'il a reçu l'ordre de quitter Sasebo pour rechercher un avion communiste qui avait été abattu. Il a été mis fin à l'opération plus tôt que prévu pour se rendre à Kure, au Japon, où le capitaine Podger a pris le commandement du navire le 22 avril. En mai, il a pris position au large d'Inchon et y a passé une dizaine de jours à bombarder la terre à plusieurs reprises. Les patrouilles et les bombardements se poursuivent tout l'été - avec un voyage à Hong Kong qui rompt la monotonie - jusqu'au 25 août 1955, date à laquelle il quitte Sasebo, via Hong Kong, pour un carénage à Singapour. Le 12 novembre, il se trouve sur la jetée de radoub et est réarmée avant de quitter la région d'Extrême-Orient le 17 novembre pour reprendre du service pour remplacer le croiseur HMS Superb (25) de la station antillaise. Le Kenya a accosté à Malte le 10 décembre et à Gibraltar trois jours plus tard avant d'entrer dans la Manche le 16 décembre.

### Fin de carrière
Il est mis en réserve en août 1958, le navire est déclaré pour élimination en février 1959 et est mis au rebut en 1962.

### Sources
1. ↑  D. Mufin. AA to AA. The Fiji's turn Full Circle. Warship 2010, p 56–7. Décrit la reconstruction du "Kenya" comme la plus complète de la catégorie des colonies, bien que la plupart des autorités pensent que le HMS "Newfoundland" a reçu une mise à jour structurelle et électrique importante.

- (en) Cet article est partiellement ou en totalité issu de l’article de Wikipédia en anglais intitulé « HMS Kenya (14) » (voir la liste des auteurs).